# 魯多夫特滕-弗里德里斯貝格

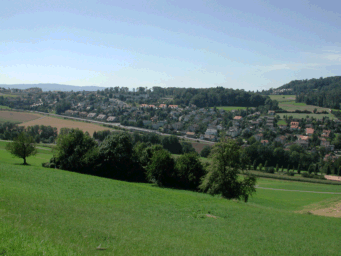

魯多夫特滕-弗里德里斯貝格是瑞士的城鎮，位於該國北部，由阿爾高州負責管轄，面積4.91平方公里，海拔高度494米，2012年人口4,297，四成半人口信奉羅馬天主教，人口密度每平方公里875人。